# Cataracte congénitale - dysmorphie faciale - neuropathie
Décrite pour la première fois en 1999, la cataracte congénitale avec dysmorphie faciale et neuropathie (ou en anglais : Congenital cataracts facial dysmorphism neuropathy, CCFDN) est une maladie génétique de transmission autosomique récessive, caractérisée par anomalie complexe du développement et qui, à ce jour, ne se rencontre que chez les tziganes roumains.

## Tableau clinique
Les principales caractéristiques de ce syndrome sont une cataracte congénitale et des microcornées, des troubles de la croissance, une hypomyélination du système nerveux périphérique, une croissance altérée, un retard du développement intellectuel et moteur, une dysmorphie faciale et un hypogonadisme. Une rhabdomyolyse post-infectieuse est une complication grave de ce syndrome. 
Les complications anesthésiques (épilepsie et œdème pulmonaire) sont fréquentes chez ces individus.

## Diagnostic
Le diagnostic est suspecté devant le tableau clinique particulier. 

Il est complété par des études électrophysiologiques et par l'imagerie cérébrale. 

Le diagnostic définitif repose sur la mise en évidence par la détection moléculaire de mutations homozygotes du gène CTDP1.
Il s'agit d'une maladie génétiquement homogène où tous les patients sont homozygotes pour la même mutation ancestrale.

## Diagnostic différentiel
Le diagnostic différentiel principal est le syndrome de Marinesco-Sjögren.
Dans le CCFDN, on retrouve une neuropathie périphérique, un dysmorphisme facial, une microcornée alors que dans le Marinesco-Sjögren on retrouve un retard mental sévère, une atrophie cérébrale marquée et une myopathie chronique.

## Traitement et prise en charge
La prise en charge est uniquement symptomatique, la plupart des personnes atteintes ont une espérance de vie normale.
La cataracte est traitée chirurgicalement. La neuropathie périphérique nécessite une prise en charge adaptée. La qualité de vie est acceptable.

## Sources
- (en) Congenital Cataracts, Facial Dysmorphism & Neuropathy Syndrome sur www.neuro.wustl.edu
- (en) CCFDN sur www.ncbi.nlm.nih.gov